# Roy Pascal
Roy Pascal (* 28. Februar 1904 in Aston, Birmingham; † 24. August 1980) war ein englischer Germanist.

## Leben
Pascal besuchte die King Edward´s School in Birmingham. Er studierte an der Universität Cambridge, wo er eng mit dem Wirtschaftswissenschaftler Maurice Dobb verbunden war und aktiver Kommunist war. 1939 bis 1969 war er Professor für Germanistik in Birmingham.
Er war mit Fania Polyanowski verheiratet, die ein Buch über Ludwig Wittgenstein schrieb, mit dem das Paar befreundet war (Fania Polyanowski unterrichtete Wittgenstein in Russisch). Pascal war auch mit George Thompson (1903–1987) verbunden, der auch in Cambridge studierte und 1936 Professor für Griechisch an der Universität Birmingham wurde (Marxistische Interpretation griechischer Dramen). In der Zeit des Kalten Krieges wandte er sich von der Kommunistischen Partei ab.
Er befasste sich nicht nur mit Literatur (zum Beispiel dem Sturm und Drang und ein Buch über den deutschen Roman), sondern auch mit der Sozialgeschichte der Reformation, der Revolution von 1848 in Deutschland und anderen Themen zu Deutschland. 
1960 erhielt er den Shakespeare-Preis und 1965 eine Goethe-Medaille. 1970 wurde er zum Mitglied (Fellow) der British Academy gewählt.

## Schriften
- The social basis of the German Reformation; Martin Luther and his times, London: Watts & Co. 1933
- The Nazi Dictatorship 1934, Routledge 2010
- als Herausgeber: Shakespeare in Germany, 1740-1815, Cambridge University Press 1937
- Karl Marx; political foundations, Labour Monthly 1943
- Deutschland: Weg und Irrweg, Berlin, Volk und Welt 1947
- The German Revolution of 1848, London: Fore Publ. 1948
- The German Novel: Studies, Manchester University Press 1956, Methuen 1965
- German Sturm and Drang, Manchester University Press 1953, 1967
  - Deutsche Ausgabe: Der Sturm und Drang (= Kröners Taschenausgabe. Band 335). Aus dem Englischen von Dieter Zeitz und Kurt Mayer. 2. Auflage. Kröner, Stuttgart 1977, ISBN 3-520-33502-6.
  - Italienische Ausgabe: La poetica dello Sturm und Drang 1957
- The growth of modern Germany, New York: Russell and Russell, 1969
- Design and truth in autobiography, London: Routledge 1960, 1985
  - Deutsche Ausgabe: Die Autobiographie. Gehalt und Gestalt, Kohlhammer 1982
- German literature in the sixteenth and seventeenth centuries: renaissance, reformation, baroque; with a chapter on German painting by Hannah Priebsch Closs, London: Crescent 1968
- From Naturalism to Expressionism,  German literature and society 1880-1918, London: Weidenfeld and Nicholson 1973
- The dual voice : free indirect speech and its functioning in the nineteenth-century European novel, Manchester University Press 1977
- Culture and the division of labour: Three essays on literary culture in Germany, Department of German Studies, University of Warwick 1974
- Brecht´s misgivings,  Institute of Germanic Studies, University of London 1978
- Kafka's Narrators: A Study of His Stories and Sketches, Cambridge UP 1982